# NMAK Fondacija
NMAK Fondacija (šp. Fundación NMAC) je muzejski prostor u Španiji privatnog karaktera, posvećen savremenoj umetnosti i izučavanju odnosa koji postoje između umetnosti i prirode.
Fondacija je osnovana u junu 2001, i sadrži dela umetnika različitih nacionalnosti. Dela koja čine kolekciju kreirana su isključivo za mesto na kome se nalaze, što je poznato kao site specific projekat.

## Lokacija i infrastruktura
Fondacija je smeštena u unutrašnjosti Dehese de Montemedio, čija je površina približno 500 hektara, od kojih 30 zauzima Fondacija. Nalazi se u unutrašnjosti mediteranske šume, u opštini Veher de la Frontera, u oblasti Kadiz.
Kolekcija je raspoređena u dve različite zone: unutar mediteranske šume i u starim vojnim barakama (hangarima). Projekat signalizacije kroz mediteransku šumu realizovalo je francusko umetničko drustvo Campement Urbain, dok su vojne barake rekonstruisane i u njima se nalaze instalacije fondacije: recepcija sa kancelarijama, izložbene sale, radionice, biblioteka i documentacioni centar.
Radovi na barakama su počeli 2000. godine kada su rekonstruisane tri barake za smeštaj recepcije, kancelarija i dve video sale (Project room). 2002. godine izvršene su intervencije na ostala tri hangara u kojima su trenutno smeštene biblioteka i umetnička dela Marine Abramović, Olafur Eliasona, Santiago Siera, Kristine Lukas i Pilar Albarasin.
Године 2003, godine kineski umetnik Huan Jong Ping transformisao je preostala dva hangara za svoj projekat Hammam kojim je rekonstruisao arapsko kupatilo.
U prirodnom okruženju šume, umetnici realizuju site-specific projekte kroz različite umetnicke medije: instalacije, skulpture, arhitektonske strukture, fotografije, video radove i performanse.
Umetnička dela Fondacije ostvaruju dijalog sa prirodom prema sklonosti umetnika tražeći interaktivne veze između umetnosti i prirode.

## Izložbe
- Fondacija je osnovana u junu 2001. godine i među prvim delima kolekcije, između ostalih, nalaze se dela Marine Abramović, Mauricija Katelana (Mauricio Catellan), Sol Le Vita (Sol LeWit) i Roksi Pein (Roxy Paine).
- 2003. godine otvorena je druga izložba uz učestvovanje umetnika poput: Majkla Lina(Michael Lin), Estar Partehas (Estar Partegás), Fernarda Sančez Kastilja (Fernando Sánchez Castllo) i Huang Jong Pinga (Huang Yong Ping).
- 2006. godine realizovana je izložba Testigos/Withesses sa tematikom vezanom za geografsko područje na kome se nalazi Fondacija. Ovom prilikom učestvovali su sledeći umetnici: Adel Abdesemed (Adel Abdessemed), Maja Bajević, Jepi Hein (Jeppe Hein), Kristina Lukas (Cristina Lucas), Paskal Martin Taju (Pascale Mathine Tayou) i Šen Huan (Shen Yuan).
- Maja 2009. godine izloženo je poslednje delo, Second Wind 2005 kalifornijskog umetnika Džejmsa Tarela (James Turrell), jedinstvena tog tipa na području Španije.

### Stalna postavka
Kolekcija sadrži dela umetnika koji se razvijaju u drugoj polovini XX i početkom XXI veka. Stalnu postavku čine sledeća dela: 
- Adel Abdessemed; Marina Abramović: Human Nests, 2001 The Hero (za Antonija)', 2001
- Pilar Albarasin: The night 1002', 2001
- Maja Bajević: Sculpture fot the Blind, 2001
- Gunilla Bandolin: Sky's Impression, 2001
- Mauruzio Cattelan: Untitled,2001
- Jeppe Hein: Modified Social Benches, 2006
- Sol LeWitt: Sol LeWitt Concrete Block Structures, 2001
- Michael Lin:  Garden Passage, 2003
- Pascale Martine Tayou: Plansone Duty Free, 2006
- Cristina Lucas: You can walk too, 2006
- Alexandra Mir: 1000 Love Stories2004-2007
- Richard Nonas: River-sun, Snake in the sun, 2001
- Roxy Paine: Transplant, 2001
- Ester Partegàs: I Remember, 2003
- MP & MP Rosado: Ridiculous Sequence, 2002
- Fernando Sánchez Castillo: Fountain, 2003
- Santiago Sierra: 3000 Hollows of 180 x 70 x 70 cm, 2002
- Susana Solano: Incense and Myrrh, 2001
- Huang Yong Ping: Hammam, 2003
- Shen Yuan: Bridge, 2006
- James Turrell: Second Wind, 2005;

### Povremena postavka
U Fondaciji su takođe izloženi različiti povremeni projekti. 

## Obrazovni program
Fondacija raspolaže Odeljenjem za obrazovanje koji organizuje posete i radionice za učenike, kao i veb stranicom koja razvija konkretne aktivnosti usmerene i adaptirane za različite grupe. Ovo odeljenje takođe organizuje seminare, profesionalna putovanja i izdaje kataloge izložbi i umetnika koji čine deo kolekcije.
Tokom letnjih meseci traje program sa različitim kulturnim i pedagoškim aktivnostima: radionice, koncerti, konferencije, organizovane posete itd.

## Spoljašnje veze
- Zvanična Veb stranica NMAK Fondacije
- Veb stranica Odeljenja za obrazovanje NMAK Fondacije